# كويا (ملبار)
كويا هي جماعة مسلمة، تتواجد في الغالب في مدينة كاليكوت في جنوب الهند. ويتكهن العلماء[من؟] أن أصل المجتمع عُماني ويفترضون أن الاسم تحريف لقب "الخواجة". شغل الكويا الأقوياء مناصب إدارية في بلاط كاليكوت في القرون الوسطى (الساموتريين).
يتركز الكويا في الغالب في منطقة كوتيشيرا وما حولها في كاليكوت. تمت دعوة عائلة كويا من قبل راجا كيشافاداس إلى أليبي في ملبار أثناء تشكلها. لقد مُنحوا الإذن ببناء المنازل وممارسة التجارة في أجزاء مختلفة من مملكة ترافنكور. لا تزال عائلة كويا في أليبي تمتلك ممتلكاتها الرئيسية غير المقسمة وثارفاد مثل بينجامادوم، وبوثين نالاكام، وبوليكالاكاث، وبوثينفيدو، وفيرانفيدو. تقف الثارَفادس كمعلم تاريخي بالقرب من جسر أليبي الحجري. يوجد الكويا أيضًا في جزر لكشديب وكذلك في أجزاء أخرى من جنوب تعلقة ملبار القديم.
اتبعت عائلة كويا نظام القرابة الأمومية ("ماروماكاتايام")[بحاجة لرقم الصفحة]

## للاستزادة
- The Production of Cosmopolitanism among the Koyas of Kozhikode, Kerala (SOAS) Filippo Osella and Caroline Osella